# Lente di Bregans

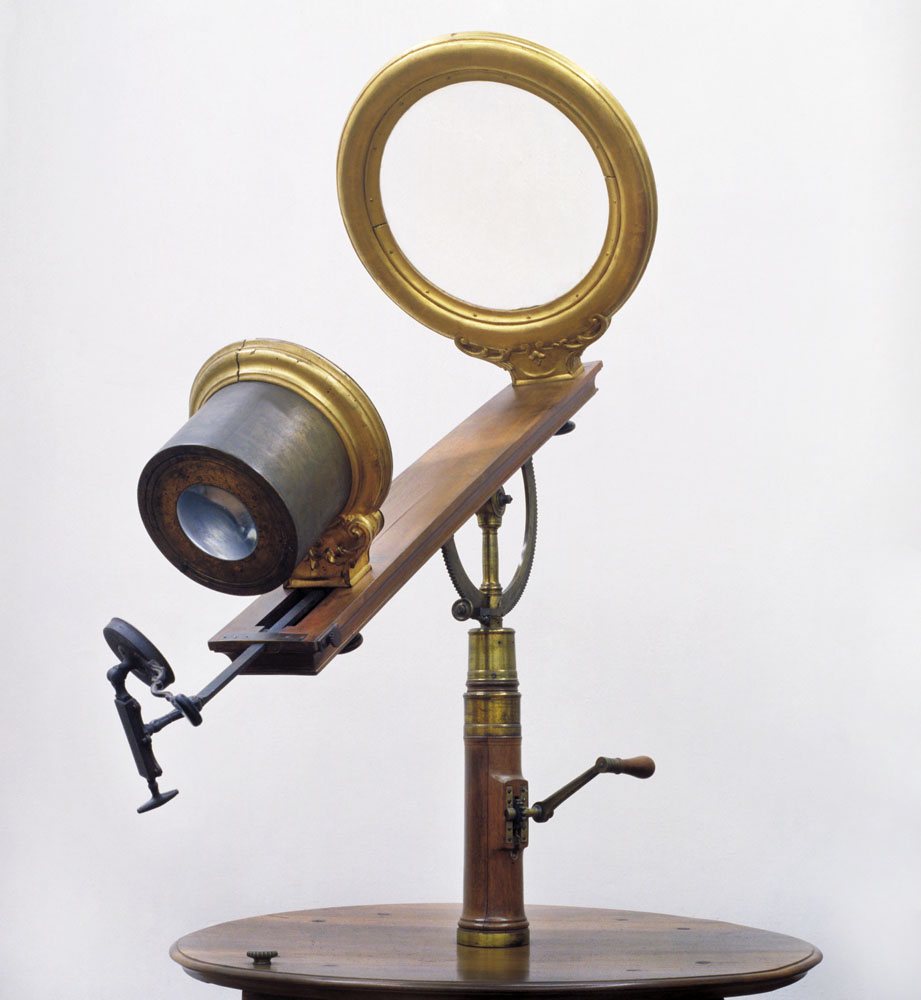
Lente di Bregans al Museo Galileo, Firenze.

La lente di Bregans è uno strumento scientifico conservato al Museo Galileo di Firenze.
La grande lente, montata in una cornice di legno dorato, con distanza focale di 1580 mm. Un'altra lente, più piccola, funziona da condensatore e può essere posizionata tramite un meccanismo di scorrimento lungo la guida di supporto. Oltre il condensatore si trova un piattello metallico orientabile, atto a sostenere i campioni. La montatura di legno su tavolino munito di rotelle, datata 1767, è opera dell'artigiano fiorentino Francesco Spighi, mentre le parti metalliche sono firmate da Gaspero Mazzeranghi. Il costruttore della lente, Benedetto Bregans, del quale non si hanno notizie certe, la donò al Granduca Cosimo III de' Medici nel 1697. Lo strumento fu usato qualche tempo dopo da Giuseppe Averani e da Cipriano Targioni per esperienze sulla combustione del diamante e di altre pietre preziose, poi, nel 1814, da Humphrey Davy, quando venne a Firenze con Michael Faraday, per ripetere gli esperimenti di Averani. Infine, nel 1860, Giovanni Battista Donati se ne servì, montandola su un apposito tubo (inv. 582), come condensatore della luce delle stelle nelle osservazioni delle strie sugli spettri stellari.